# В'юнище (заповідне урочище)
В'юни́ще — заповідне урочище в Україні. Розташоване в межах Чернігівського району Чернігівської області, біля сіл Хатилова Гута і Лісне.
Площа 990 га. Статус дано згідно з рішенням Чернігівського облвиконкому від 06.12.1982 року № 602; від 27.12.1984 року № 454; від 28.08.1989 року № 164. Перебуває у віданні ДП «Чернігівське лісове господарство» (Ревунівське л-во, кв.  86).
Статус дано для збереження частини лісового масиву з цінними насадженнями сосни.
Заповідне урочище «В'юнище» входить до складу регіонального ландшафтного парку «Міжрічинський».

## Галерея

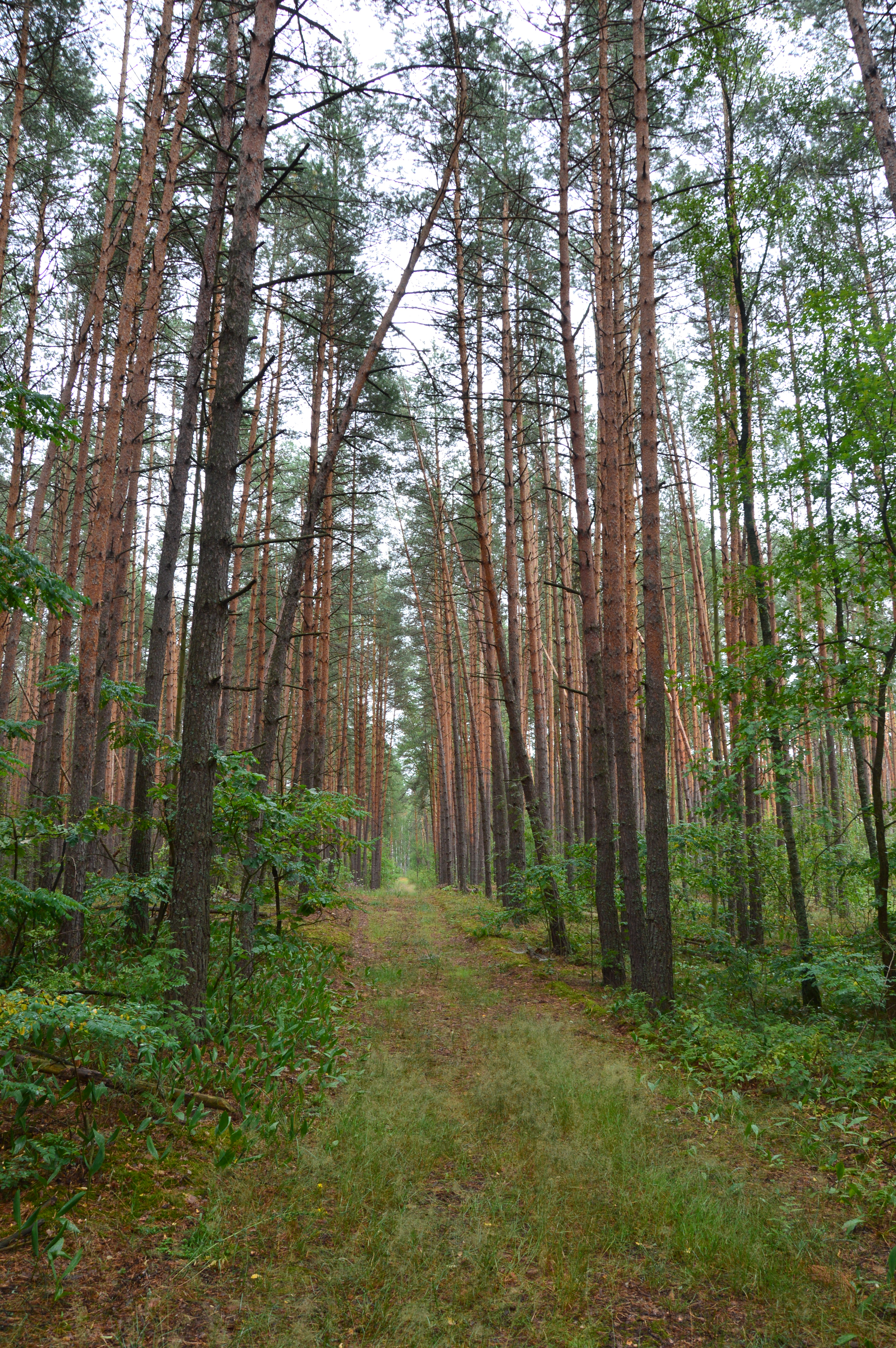
Заповідне урочище В'юнище у липні 2017 р.
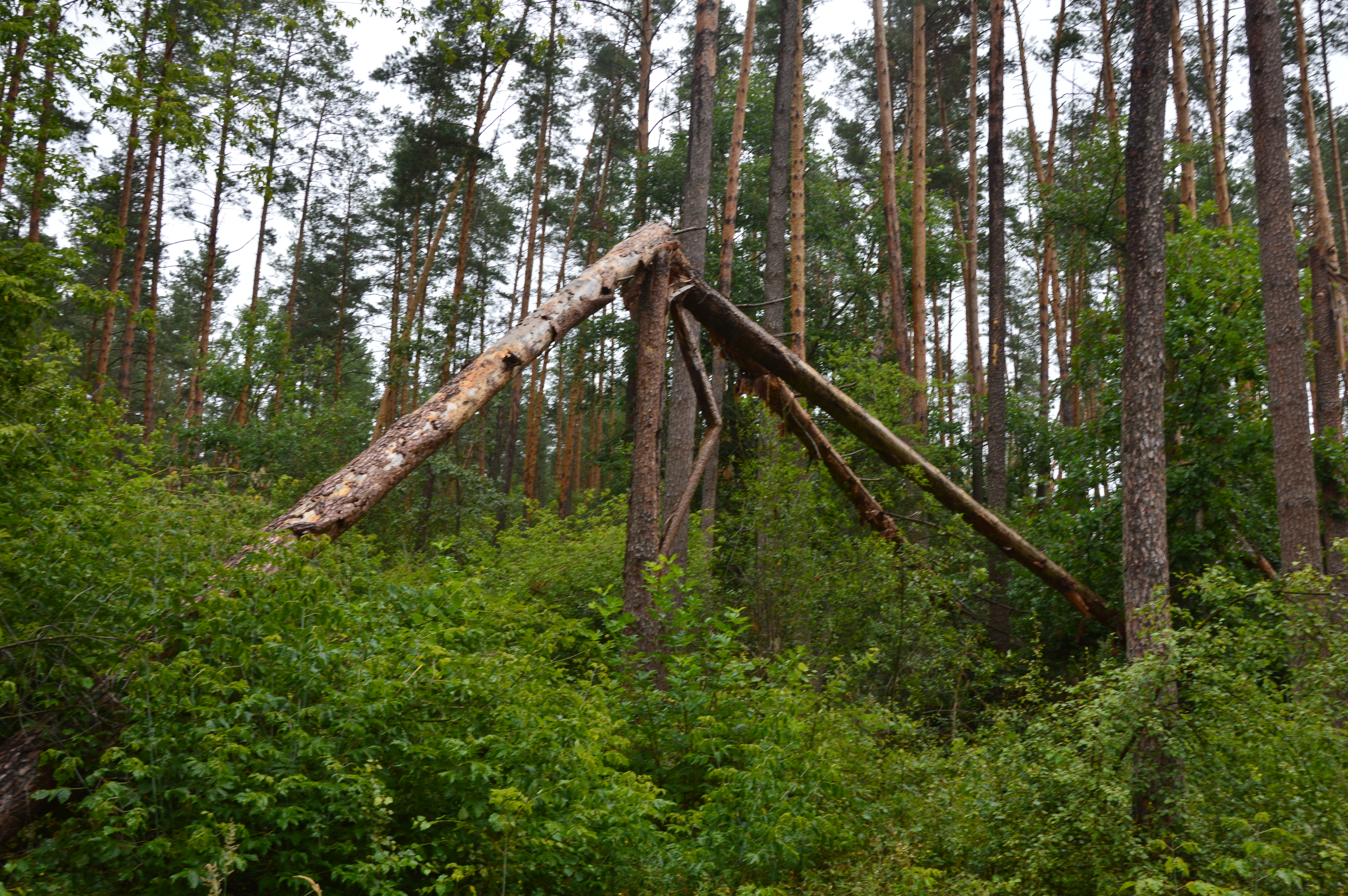
Бурелом
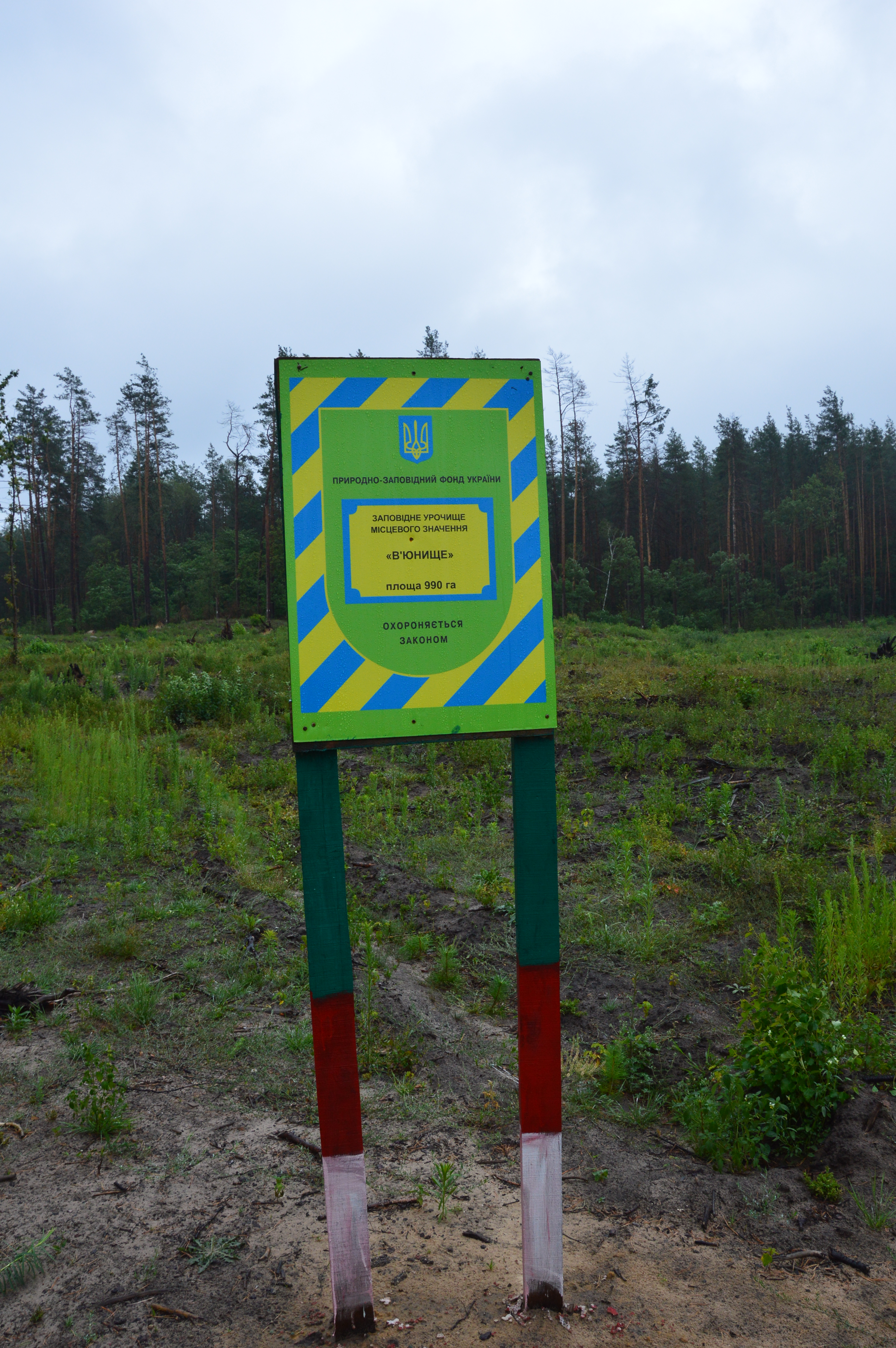
Охоронна табличка